# Errol
Errol és una població dels Estats Units a l'estat de Nou Hampshire. Segons el cens del 2000 tenia 298 habitants.

## Demografia
Segons el cens del 2000, Errol tenia 298 habitants, 137 habitatges, i 90 famílies. La densitat de població era d'1,9 habitants per km².
Dels 137 habitatges en un 19,7% hi vivien nens de menys de 18 anys, en un 60,6% hi vivien parelles casades, en un 2,2% dones solteres, i en un 34,3% no eren unitats familiars. En el 24,8% dels habitatges hi vivien persones soles el 9,5% de les quals corresponia a persones de 65 anys o més que vivien soles. El nombre mitjà de persones vivint en cada habitatge era de 2,15 i el nombre mitjà de persones que vivien en cada família era de 2,56.
Per edats la població es repartia de la següent manera: un 16,4% tenia menys de 18 anys, un 3,4% entre 18 i 24, un 27,5% entre 25 i 44, un 35,2% de 45 a 60 i un 17,4% 65 anys o més.
L'edat mediana era de 47 anys. Per cada 100 dones de 18 o més anys hi havia 114,7 homes.
La renda mediana per habitatge era de 35.625$ i la renda mediana per família de 47.500$. Els homes tenien una renda mediana de 37.250$ mentre que les dones 20.250$. La renda per capita de la població era de 22.440$. Entorn del 9,8% de les famílies i el 13,1% de la població estaven per davall del llindar de pobresa.